# 31189 Tricomi
31189 Tricomi è un asteroide della fascia principale. Scoperto nel 1997, presenta un'orbita caratterizzata da un semiasse maggiore pari a 2,5340077 UA e da un'eccentricità di 0,1938670, inclinata di 10,48656° rispetto all'eclittica.
Fu battezzato così in onore di Francesco Giacomo Tricomi, matematico italiano,